# CORINE Land Cover
El proyecto CORINE Land Cover (Coordination of Information on the Environment), también conocido por el acrónimo CLC, desarrolla la creación de una base de datos sobre la cobertura y uso del territorio en la Unión Europea. CORINE está dirigido por la Agencia Europea de Medio Ambiente (AEMA), en Copenhague, donde se estudian los datos recogidos por los sensores remotos.

## Objetivos
Tiene como objetivo fundamental la captura de datos de tipo numérico y geográfico para la creación de una base de datos europea a escala 1:100.000 sobre la cobertura y uso del territorio mediante la interpretación a través de imágenes recogidas por la serie de satélites LandSat y SPOT.
Aun así, y aunque se fundamenta en este tipo de imágenes de teledetección como fuente de datos, es en realidad un proyecto de fotointerpretación y no de clasificación automatizada. 
Su principal fin es facilitar la toma de decisiones en materia de política territorial dentro de la Unión Europea.

## Metodología
Su metodología es común para los países participantes, lo que permite evaluar los cambios en el territorio desde que se inició el citado proyecto, allá por 1987. La unidad de mapeo mínima superficial es de 25 hectáreas, mientras que los elementos lineales recogidos son aquellos con una anchura de al menos 100 metros. Asimismo, la unidad de mapeo mínima para la capa resultante de cambios de cobertura y usos del suelo entre CORINE 1990 y CORINE 2000 es de 5 hectáreas.
La obtención de datos sobre usos del suelo se fundamenta en una terminología básica que distingue entre superficies artificiales, superficies agrarias, zonas forestales y boscosas, humedales y masas de agua. 
Las superficies artificiales engloban las zonas urbanas, las zonas industriales y comerciales, las redes viarias y ferroviarias junto con los terrenos a ellas asociados y las zonas portuarias y aeropuertos, las zonas de extracción mineras, escombreras y vertederos y zonas en construcción y, por último, las zonas verdes urbanas y las instalaciones deportivas y recreativas.

## Historia
Desde mediados de los años 1980 las imágenes digitales por satélite de los Estados miembros de la Unión Europea se recogen y evalúan de manera uniforme en función del uso del suelo, prestando especial atención a los cambios de su utilización y a los problemas ambientales. Los datos de las dos primeras épocas registradas, 1990 y 2000 provenientes principalmente de Landsat 7, se encuentran ya a disposición pública como mapas digitales a escala de 1:100.000. 
Aunque CORINE Land Cover finalizó en el año 2000, el programa ha tenido una continuación en el proyecto denominado Image & CORINE Land Cover 2000 (I&CLC2000), cuyo objetivo es actualizar la base de datos CORINE Land Cover (CLC). En esta tercera fase, con año 2006 como referencia, la resolución cartográfica es más alta que las anteriores y su conclusión finalizó en enero de 2010.

## Enlaces de interés
- Agencia Europea del Medio Ambiente
- Hoja electrónica del Instituto Geográfico Nacional
- Descarga de cobertura de datos Corine Land Cover 2000
- Servidor WMS del CORINE Land Cover

- Datos: Q7880824
- Multimedia: CORINE Land Cover / Q7880824